# Ludwig Rohrmann
Ludwig Rohrmann (* 19. Februar 1848 in Chrzonstowo, Kreis Schrimm, Provinz Posen; † 25. Februar 1909 in Krauschwitz, Oberlausitz) war ein deutscher Kaufmann, Unternehmer und Erfinder. Er war Inhaber einer Vielzahl von Patenten auf dem Gebiet der Chemietechnik und meldete das weltweit erste Patent für eine Rakete zur Aufnahme von Luftbildern an.

## Leben
Ludwig Rohrmann wurde 1848 als Sohn des Hauptmanns a. D. Johann Gottlieb Rohrmann und dessen Ehefrau Elise im Gutshaus des Guts Chrzonstowo bei Schrimm in der Provinz Posen geboren. Zum väterlichen Gut gehörte eine Ziegelei mit Tongrube, wodurch er schon früh mit dem Rohstoff in Berührung kam, der sein weiteres Leben prägte. In Leipzig, Breslau und Bremen absolvierte Rohrmann eine Ausbildung zum Kaufmann und Bankfachmann.

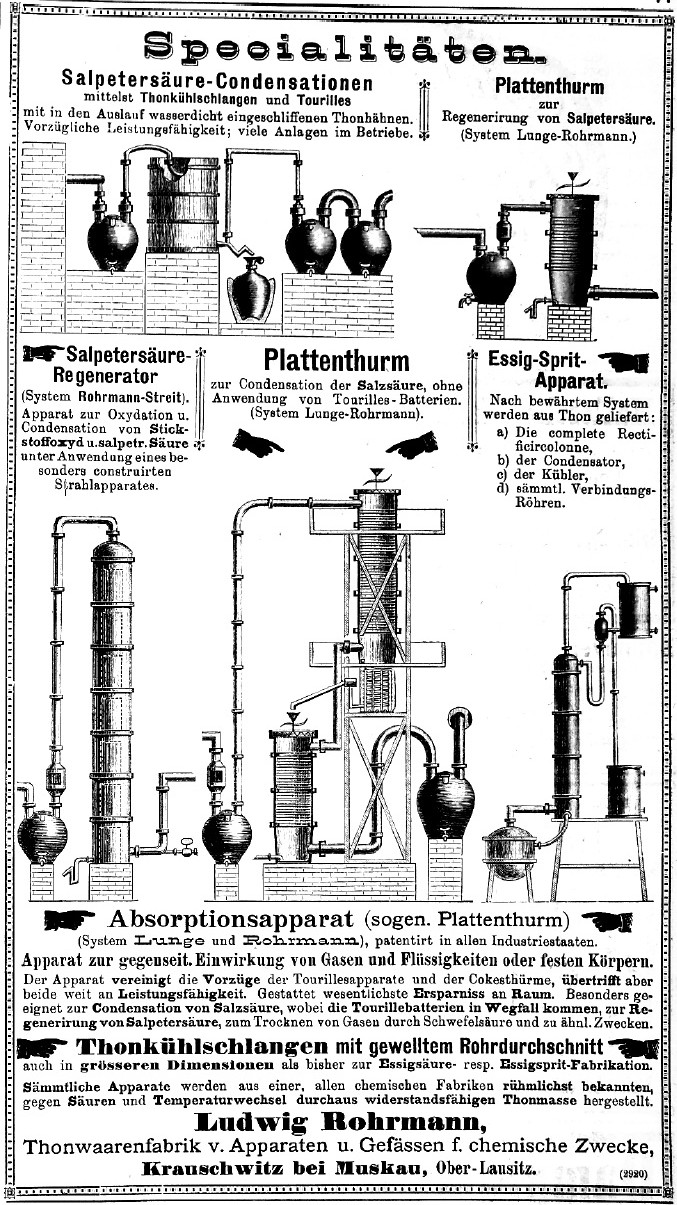
Anzeige für Produkte von Ludwig Rohrmann, darunter der Lunge-Rohrmann-Plattenturm (1888)

Auf diesem Wissen aufbauend erwarb er 1878 die zum Verkauf stehende Geschirrtöpferei Scherhans & Co. in Krauschwitz und gründete die Tonwarenfabrik Ludwig Rohrmann ebenfalls in Krauschwitz. Die Produktionspalette des Unternehmens verschob sich ab 1884 von Haushalts- zu Industriekeramik, insbesondere säurefestem Steinzeug für die rasant wachsende chemische Industrie. Er arbeitete eng mit dem Chemiker Georg Lunge, Professor an der Eidgenössischen Polytechnischen Schule Zürich, zusammen. 1886 entwickelten und patentierten sie gemeinsam den Lunge-Rohrmann-Plattenturm, der bei der Produktion von Schwefel-, Salpeter- und Salzsäure eingesetzt wurde. Mit dem Sprengstoffhersteller Oscar Guttmann (1855–1910) entwickelte er den Guttmann-Rohrmann-Kondensationsapparat und ein Verfahren zur Herstellung von Salpetersäure.
In den 1880er Jahren stellte Rohrmann Geigen aus Ton her. Eines der 25 gebauten Exemplare wird im Musikinstrumenten-Museum Markneukirchen als Kuriosität ausgestellt.
1891 ließ Ludwig Rohrmann sich eine Idee schützen, die am Anfang der langen Reihe von Erfindungen steht, die zur heutigen Erdfernerkundung durch Satelliten führte. Seinem Verfahren zur photographischen Aufnahme von Geländen aus der Vogelschau vermittels eines Geschütz- oder Raketengeschosses, das er sich in mehreren europäischen Staaten patentieren ließ, beruhte auf der Idee, eine angeleinte Plattenkamera mit Hilfe eines Geschützes oder einer Pulverrakete über das Zielgebiet zu transportieren und beim Sinken am Fallschirm eine Reihe fotografischer Aufnahmen anfertigen zu lassen. Ein zeitlich auf die Flugzeit abgestimmtes Federwerk sollte die Aufnahmen auslösen und die Platten wechseln. 1892 beschrieb Rohrmann in einem weiteren Patent detailliert den Auslösemechanismus der Kamera und ersetzte die Fotoplatten durch einen Rollfilm. Es ist nicht bekannt, ob Rohrmann seine Erfindung, die vorrangig militärischen Zwecken dienen sollte, jemals praktisch erprobte. Seine Ideen wurden aber im ersten Jahrzehnt des 20. Jahrhunderts durch den Dresdner Ingenieur Alfred Maul aufgegriffen und in modifizierter Form zu einer ausgereiften Fotorakete weiterentwickelt.
1898 wandelte Rohrmann sein Unternehmen in eine Aktiengesellschaft um, deren alleiniger Vorstand er war. 1902 kam es zur Fusion mit der keramischen Fabrik Ernst March & Söhne in (Berlin-)Charlottenburg und der Tonwarenfabrik Dr. Plath, Dr. Staub & Piepmeyer in Bettenhausen bei Kassel zur Vereinigte Tonwarenwerke AG mit Sitz in Charlottenburg. Zwei Jahre später entstand durch die Fusion mit der Deutsche Tonröhren- und Chamottefabrik AG in Münsterberg in Schlesien, Europas größtem Hersteller von Steinzeug-Kanalisationsrohren, die Deutsche Ton- und Steinzeugwerke AG. Als einer der fünf Vorstände arbeitete Rohrmann zunächst in der Unternehmenszentrale in Charlottenburg, übernahm aber bald wieder die Leitung der Fabrik in Krauschwitz. Nachdem er die Betriebsleitung 1908 an seinen Schwiegersohn übergeben hatte, starb Ludwig Rohrmann im Februar 1909 in Krauschwitz und wurde in Fraustadt beigesetzt.